# Monsters: The Lyle and Erik Menendez Story
Monsters: The Lyle and Erik Menendez Story is een Amerikaanse miniserie ontwikkeld door Ryan Murphy en Ian Brennan voor streamingdienst Netflix. De negendelige serie vertelt het waargebeurde verhaal over de broers Lyle en Erik Menendez die hun ouders in 1989 hebben vermoord.
De serie is een losstaand vervolg op Dahmer – Monster: The Jeffrey Dahmer Story uit 2022 . Het is de tweede serie in de Monster-reeks en ging op 19 september 2024 in zijn geheel in première op Netflix.

## Verhaal
De serie volgt het waargebeurde verhaal van de broers Lyle en Erik Menendez die in 1996 zijn veroordeeld voor de moord op hun ouders, José en Kitty Menendez. Terwijl de aanklager beweerde dat de broers met de moord probeerden hun familiefortuin te erven, beweerden de broers tot de dag van vandaag dat de moord voortkwam uit angst voor een leven vol fysiek, emotioneel en seksueel misbruik door hun ouders.
De serie start een aantal dagen voor de moord in 1989 en gaat door tot de veroordeling in 1996. Zowel de kant van de broers, de ouders en deels van de politie worden uitgelicht.

## Rolverdeling

### Hoofdrollen
| acteur                    | personage                    |
| ------------------------- | ---------------------------- |
| Nicholas Alexander Chavez | Lyle Menendez                |
| Cooper Koch               | Erik Menendez                |
| Javier Bardem             | José Menendez                |
| Chloë Sevigny             | Mary Louise "Kitty" Menendez |
| Ari Graynor               | Leslie Abramson              |
| Nathan Lane               | Dominick Dunne               |

### Bijrollen
| acteur              | personage            |
| ------------------- | -------------------- |
| Dallas Roberts      | Dr. Jerome Oziel     |
| Jason Butler Harner | Les Zoeller          |
| Leslie Grossman     | Judalon Smyth        |
| Jeff Perry          | Peter Hoffman        |
| Marlene Forte       | Marta Cano           |
| Jade Pettyjohn      | Jamie Pisarcik       |
| Tanner Stine        | Perry Berman         |
| Enrique Murciano    | Carlos Baralt        |
| Larry Clarke        | Brian Andersen       |
| Drew Powell         | Tom Linehan          |
| Charlie Hall        | Craig Cignarelli     |
| Michael Gladis      | Tim Rutten           |
| Gil Ozeri           | Dr. William Vicary   |
| Salvator Xuereb     | Robert Shapiro       |
| Brandon Santana     | Tony                 |
| Tessa Auberjonois   | Dr. Laurel Oziel     |
| Jess Weixler        | Jill Lansing         |
| Milana Vayntrub     | Pam Bozanich         |
| Paul Adelstein      | David Conn           |
| Vicki Lawrence      | Leigh                |
| Patrick Breen       | alternatieve jurylid |

## Achtergrond

### Ontstaan
In september 2022 kwamen Ryan Murphy en Ian Brennan met de serie Dahmer – Monster: The Jeffrey Dahmer Story op streamingdienst Netflix, dat oorspronkelijk moest dienen als een eenmalige serie. Wegens het succes van de serie, die binnen drie weken voor ruim 701 miljoen uur bekeken werd, maakte Netflix in november 2022 bekend om de serie om te dopen tot een anthologieserie onder de naam Monster. Hierbij zal ieder seizoen dienen als losstaande serie gebaseerd op zaken van andere bekende veroordeelde moordenaars. Op 1 mei 2023 werd door Netflix bevestigd dat ze voor deze vervolgserie zouden focussen op de broers Lyle en Erik Menendez die in 1996 werden veroordeeld voor de moord op hun ouders in 1989.

### Productie
Op 29 juni 2023 werden Nicholas Alexander Chavez en Cooper Koch bekend gemaakt als de acteurs die de titelpersonages Lyle en Erik Menendez zouden gaan vertolken. In januari 2024 werden Javier Bardem en Chloë Sevigny aan de cast toegevoegd als de vermoorde ouders José en Kitty Menendez. De productie van de serie zou oorspronkelijk in september 2023 van start gaan maar werd uitgesteld in verband met de SAG-AFTRA-staking van 2023. De opnames van de serie vonden vervolgens van maart tot en met juli 2024 plaats in Los Angeles, Californië.

## Release en ontvangst
Monsters: The Lyle and Erik Menendez ging vervolgens op 19 september 2024 met al zijn negen afleveringen tegelijk in première op streamingdienst Netflix. De serie werd door de recensenten gemengd ontvangen. Op Rotten Tomatoes heeft de serie een score van 47% op basis van 30 beoordelingen. Metacritic gaf de serie een score van 47/100, gebaseerd op 11 beoordelingen.
Binnen een week tijd werd de serie, door ruim 19,5 miljoen kijkers, in totaal voor ruim 153,8 miljoen uur bekeken.

### Reactie van Erik Menendez
Op 20 september 2024 reageerde Erik Menendez vanuit de gevangenis met een statement over de serie, zo zei hij: "Ik dacht dat we de leugens en schadelijke karakterbeschrijvingen van Lyle achter ons hadden gelaten. Er is een karikatuur van Lyle in de serie neergezet op basis van verschrikkelijke en beschamende leugens. Het is triest voor mij om te weten dat dankzij deze oneerlijke weergave van de tragedies rond onze misdaad, door Netflix, we met de pijnlijke waarheden een aantal stappen achteruit hebben gezet; terug naar een tijd waarin de aanklager een verhaal bedacht dat gebaseerd is op het idee dat mannen niet seksueel misbruikt kunnen worden, en dat mannen een verkrachtingstrauma anders ervoeren dan vrouwen." Daarnaast reageerde Menéndez ook op de ontwikkelaar en mede schrijver Ryan Murphy, zo reageerde hij: "Met pijn in mijn hart zeg ik dat ik denk dat Ryan Murphy niet zo naïef en onnauwkeurig kan zijn over de feiten van ons leven, zonder dit met slechte bedoelingen te doen."
Murphy reageerde op zijn beurt dat hij het een interessante verklaring vindt zonder dat Menéndez de serie in de gevangenis gezien kan hebben. Daarnaast gaf Murphy aan dat zo'n 60 tot 65 procent over het misbruik gaat dat de broers zeggen te hebben ondergaan en ze dit zorgvuldig probeerden te behandelen. Verder gaf Murphy aan dat er vier betrokkenen waren, waarvan er twee (de ouders) nu dood zijn, en de makers als verhalenvertellers de plicht hadden ook hun eventuele kant van het verhaal te schetsen op basis van onderzoek.